# Hale (cráter)

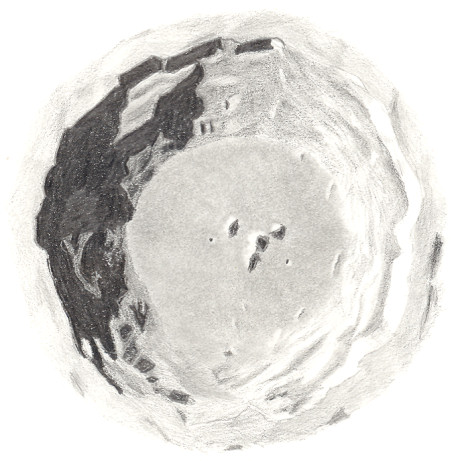
Dibujo del cráter lunar Hale

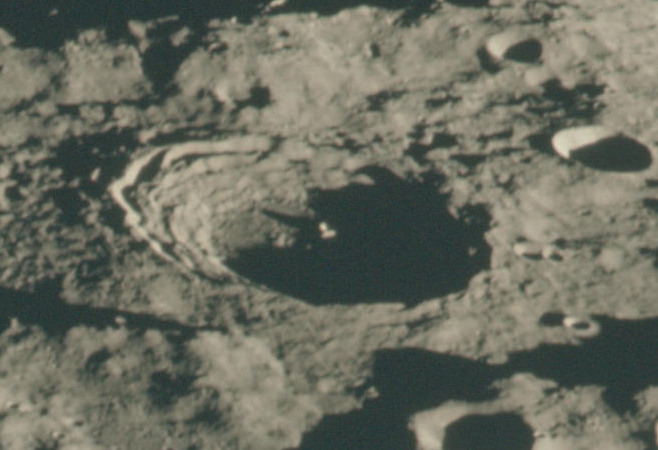
Fotografía de la misión Apolo 15

Hale es un cráter de impacto relativamente reciente que se encuentra en la extremidad sur de la Luna. Más de la mitad del cráter se halla en la cara oculta de la Luna; desde la Tierra esta formación se ve de lado. Por lo tanto, el cráter debe ser observado desde naves en órbita, con el fin de poder apreciar sus detalles. El cráter más próximo es Wexler, situado al norte. Al este, ya en el lado oculto aparece la enorme planicie amurallada del cráter Schrödinger, y al suroeste se encuentra el cráter Demonax.
El borde de Hale está bien definido, con poco desgaste por impactos posteriores, pero tiene un perímetro algo irregular y accidentado. En la superficie interior se multiplican los perfiles aterrazados, con algunas indicios de desprendimientos de materiales. El suelo interior es plano, con sólo unos pequeños cráteres marcando la superficie. Cerca del punto medio se localiza una compleja formación de picos centrales, con una elevación adicional justo al norte.

## Cráteres satélite
Por convención estas características se identifican en los mapas lunares colocando la letra en el lado del punto medio del cráter que está más cercano a Hale.
|      | \| Hale \| Coordenadas \| Diámetro \| \| ---- \| ----------------------------- \| -------- \| \| Q \| 76°30′S 83°06′E / -76.5, 83.1 \| 24 km \| |          |
| Hale | Coordenadas | Diámetro |
| Q    | 76°30′S 83°06′E / -76.5, 83.1 | 24 km    |